# Romanogobio antipai
Romanogobio antipai és una espècie de peix cipriniforme de la família dels ciprínids que es troba al riu Danubi a Romania i Ucraïna.